# Ted Kaufman
Edward Emmett Kaufman, dit Ted Kaufman, né le 15 mars 1939 à Philadelphie (Pennsylvanie), est un homme politique américain, membre du Parti démocrate et sénateur des États-Unis pour le Delaware de 2009 à 2010.

## Biographie

### Origines
Kaufman est né à Philadelphie en Pennsylvanie. Il est le fils d'une enseignante et d'un travailleur social. Bien que son père soit juif, il est élevé dans la religion catholique, celle de sa mère.

### Carrière privée
Diplômé en ingénierie mécanique de l'université Duke et d'une maîtrise en administration des affaires de Wharton School, il travaille ensuite au côté du sénateur Joe Biden de 1973 à 1995 dont il deviendra le chef de cabinet.
Juriste, il donne des cours à l'école de droit de l'université Duke. En 1995, le président Bill Clinton le nomme au Broadcasting Board of Governors (BBG), où il exerce quatre mandats successifs avant de démissionner le 25 novembre 2008, après avoir été nommé la veille par Ruth Ann Minner, gouverneur démocrate du Delaware, pour succéder à Joe Biden au poste de sénateur du Delaware, après l'élection de ce dernier au poste de vice-président des États-Unis.

### Sénateur des États-Unis
Sa nomination au Sénat devient effective le 15 janvier 2009 après la démission de Biden, vice-président élu.
En prenant ses fonctions, Kaufman annonce qu'il ne sera pas candidat à l'élection partielle de 2010 afin de désigner la personne qui terminera le mandat de Biden le 3 janvier 2015. Christopher Coons remporte facilement le scrutin avec 56,6 % des voix face à la républicaine Christine O'Donnell et succède à Kaufman le 15 novembre 2010.